# The Invincible Iron Man
The Invincible Iron Man (с англ. — «Непобедимый Железный человек») — серия комиксов издательства Marvel о супергерое Железном человеке, написанная сценаристом Мэттом Фрэкшном с художником Сальвадором Ларрока и публиковавшаяся в период с 2008 по 2012 год. Данная серия стала пятой в числе основных серий с участием Тони Старка на главной роли, сменив собой четвёртый том серии Iron Man. C 33-го выпуска серия перешла в исходную нумерацию с 500-го номера. Серия закончилась 527-м выпуском и в декабре 2012 года продолжилась пятым томом Iron Man в рамках кампании Marvel NOW!.
В 2009 году серия получила премию Айснера в категории «Лучшая новая серия».

## Описание серии

### «Пять кошмаров» (#1-7)
Железный человек борется c Изекилем Стейном, сыном Обадаи Стейна, который стремится отомстить за смерть своего отца, уничтожив Старк Индастриз. Сначала Изекиль хочет стать международным террористом, используя террористов-смертников с технологией, основанной на Железном Человеке. В попытке справиться с источником разрушений Старк отправляется в A.I.M. и сталкивается с М. О.Д. О.К.ом (Умственный Организм, Разработанный Только для Убийства), после победы над ним Старк понимает, что виноват другой человек. Также мишенью Стейна является Triumph Division — Группа из семи супергероев, родом из Филиппин, которые были убиты террористом-смертником.

### «Мировой Розыск» (#8-19)
Когда Старка лишают полномочий, он загружает вирус, чтобы уничтожить все записи о Законе о регистрации, таким образом предотвращая изучения личностей его товарищей-героев Норманом Озборном. Единственная копия остаётся в мозге Старка, которую он пытается удалить по крупицам. Озборн объявляет охоту на Старка. Множественные удаления данных из мозга вызывают у Старка повреждения головного мозга. Когда Осборн догоняет ослабленного Старка и жестоко бьет его, Пеппер Поттс в прямом эфире передает побои по всему миру. Прямой эфир ослабляет доверие к Озборну, а Старку начинают сочувствовать. Старк переходит в вегетативное состояние; ранее он назначил Дональда Блейка (альтер эго норвежского бога, супергероя Тора) лечащим врачом. Во время кататонии Пеппер получает голографическое сообщение от Тони, которое раскрывает путь к «перезагрузке» его мозга, возвращая его в нормальное состояние. В то время как Дональд Блейк и Капитан Америка решают использовать этот метод, Тони предлагает Пеппер оставить его в прежнем состоянии и дать ему умереть, если это будет легче для Пеппер.

### «Старк: Распад» (#20-24)
Сообщение отображается из брони Пеппер, в котором Тони показывает, что есть способ перезагрузить свой мозг. Он также говорит, что Озборн не может скопировать его или технологии Щ.И.Т.а. Дональд Блейк (Тор) и Капитан Америка (Баки) решают использовать этот способ, Пеппер сомневается, что Тони сможет вернуться. Между тем, Мадам Маска нанимает Призрака, чтобы убить Тони. В подсознании Старк в ловушке никогда не заканчивающегося цикла, где он пытается копать что-то перед атакой роботов. В его подсознании галлюцинации его родителей (Говарда и Марии) хотят помочь ему найти железный нагрудник, который он откапывал. Он надевает его, но ничего не происходит. В реальном мире по плану Тони для его спасения нужен был энергореактор Пеппер, который вставили ему в грудь. Затем данные из жесткого диска передаются в голову, Капитан Америка использует свой щит, а Тор молнию, чтобы перезапустить Старка. Однако когда это происходит, нет никакого результата. Доктор Стрэндж вызывается помочь Тони вернуться. В это время миссия Призрака проваливается. Мозг Тони успешно перезагружен, однако точка последней записи памяти была только перед Гражданской войной, что оставляет Старка без знания текущего положения в мире.

### «Старк Возрождение» (#25-33)
Тони вместе с Пеппер Поттс создают компанию «Старк Возрождение». Пеппер снова хочет быть «Спасительницой» и просит Тони обратно вживить в неё репульсор, он соглашается. Тони узнаёт, что семьи Хаммер и Стейн объединяются, чтобы уничтожить его. Жюстина Хаммер и её дочка хотят занять место Тони в военной промышленности и создают броню «Сталь Детройта», и пытаются её продать. Также они создают армию дронов и отправляют её вместе со «Сталью Детройта» на гоночный трек, где Старк испытывает новую машину на репульсорной энергии. Железный человек, Спасательница и Воитель останавливают их.

### «Мандарин: История моей жизни» (Ежегодник #1)
Мандарин похищает Дзюн Сэна, режиссёра фильмов и его жену. Он хочет, чтобы Дзюн снял фильм о его жизни. Мандарин шантажирует, что убьёт жену Дзюна для того, чтобы тот снял о нём фильм. Дзюн просит Мандарина, чтобы он рассказал о его прошлой жизни и Мандарин соглашается. Он рассказывает неправду о своём прошлом. Дзюн замечает, что что-то из рассказов Мандарина ложь и проводит своё расследование и узнаёт всю правду. Затем он решает снять правдивый фильм в тайне от Мандарина. Действия сценария фильма доходят до появления Старка в нём. Мандарин и Дзюн выбирают человека на роль Старка. Мандарин сделал Старка в фильме наркоторговцем и контрабандистом. Позже он показал Дзюну, что он может и без своих колец справиться с врагами. В конце фильма Мандарин хочет убить Старка. Дзюн заканчивает фильм и решает, что во время показа фильма он сбежит вместе с женой от Мандарина. С помощью помощников, во время показа фильма Дзюн сбегает вместе с женой. Но с ней что-то не так и она убивает своего мужа. Мандарин увидев начало фильма впадает в ярость и взрывает кинотеатр.

### «Новый железный век» (#500)
Питера Паркера в метро встречает Тони Старк и просит его найти оружие массового поражения, тот соглашается. Паркер находит тех к кому могло попасть это оружие. Старк надевает свою броню и летит к группировке террористов. Паркер тоже надевает свой костюм Человека-паука и следует за ним. Они врываются на базу террористов и пытаются остановить производство этого оружия, но было уже поздно. Террористы создали одного мега-меха и напали на супергероев с новой силой. Железный человек с Человеком-пауком разбили мега-меха и остановили оставшихся террористов. Они возвращаются в отель и обсуждают произошедшее. Паркер предлагает Старку сделать лазейку в чертежах, чтобы в крайнем случае Тони смог бы уничтожить механизм. Ещё Питер предлагает сделать эту лазейку похожей на паука, чтобы Тони мог вспомнить про этот день.
В 2052 году группа повстанцев во главе с Джинни Старк совершает нападение на точку 4-1. Из за этого Воителю (Говард Энтони Старк II) дали приказ уничтожить все известные лагеря повстанцев и самих повстанев. В это время Мандарин следит за ситуацией. У него разряжается энергореактор в груди и он приказывает, чтобы Тони Старк зарядил его. Джинни собирает бомбу, но ей мешает вторжение на их территорию. Увидев бомбу на экране Старк всё вспомнил. Говард заканчивает бомбу. Тони надевает броню Железного человека и убивает Мандарина. Тони запускает 10 электромагнитных бомб и уничтожает всю электронику на планете.

### «Как это было, что произошло, и на что это похоже сейчас» (#500.1)
Тони Старк приходит в церковь на место встреч анонимных алкоголиков. Там он рассказывает свою историю: с какого момента он стал алкоголиком, как он загубил свою жизнь и как он её исправил.

### «Исправь меня» (#501-503)
Отто Октавиус атакует Тони Старка. Угрожая ядерной бомбой он бросает вызов Старку, чтобы узнать кто из них умнее. Отто говорит Старку, что умирает. Затем он предлагает Старку два варианта. Первый вариант — это чтобы Старк излечил его, а второй — это чтобы Старк признал, что это слишком сложная для него задача. И Отто добавил, что если Тони не выберет ни одного варианта, то бомба взорвётся. Чтобы Старк не убил Отто, он с помощью Электро и Песочного человека взял в заложники сотрудников Тони. Старк соглашается вылечить Отто, но вскоре понимает, что не может излечить его и говорит об этом ему. Но для Отто этого недостаточно. Он запускает таймер на 6 минут, на своей бомбе. Старк упал на колени и начал умолять Отто отключить бомбу. Отто отключил её и улетел. Оказалось, что это не бомба, а продукты распада. Позже Тони заключает договор с Тором о строительстве города Асгард.

### «Страх во плоти» (#504-509)
Дочь Красного Черепа, Син, освободила давно забытого бога Асгарда, известного как Змей, чтобы выполнить старые пророчества. Он послал восемь Достойных — могучих мистических войнов, чтобы посеять страх от его имени. Планету охватила паника и хаос воцаряется по всему миру. Змей превращает Серую Горгулью в одного из своих достойных воинов — Мокка, разрушителя веры. Мокк превращает большую часть жителей Парижа в статуи. Железный человек сражается с ним и проигрывает, но остаётся в живых и улетает домой. Спасательница летит в Париж, чтобы спасать и помогать выжившим вместо Железного человека. Тони приходит в кузницу Свартальфхейма для создания оружия против Змея. Спасательницу хватает Мокк, но ей везёт — в это время Мокка вызывает Змей. Тони вместе с гномами создаёт оружие для борьбы с Змеем. Железный человек и Мстители с помощью волшебного оружия побеждают Змея.

### «Демон» (#510-515)
Во время сюжета «Страх во плоти» Тони Старк напился. Позже это стало известно правительству США. Старку прислали повестку в суд с требованием предъявить биометрические показания брони Железного человека. В это время Буран работающий на Изикля Стейна и Мандарина, разрушил водоочистительные заводы и хранилища пресной воды в Абу-Даби. Изикль Стейн и Мандарин усиливают брони многих старых врагов Железного человека. Во время битвы с усиленным Живым лазером главный репульсор Железного человека был повреждён. Армия усовершенствованных Дредноутов нападает на ГЭС Трёх Ущелий в Китае. Железный человек вместе с китайской командой супергероев «Династией» пытаются спасти дамбу, но сами взрывают её, чтобы сократить число жертв к минимуму. Правительство просит у Тони доступ к системам костюма, чтобы в случае чрезвычайной необходимости отключить его. Старк соглашается на это. Тони подстраивает ложную смерть Роуди на поле боя от Смерча, Плавильщика и Живого лазера.

### «Долгая дорога вниз» (#516-520)
Во время одного разговора Кабаба случайно узнаёт, что Пимахер — это Супершпион, за это Супершпиону пришлось заколоть Кабабу, но позже его смогли спасти. В это время Тони Старк говорит генералу Бэббиджу, что с этого момента он больше не Железный человек. Изекиль Стейн делает себе хирургическую операцию и достаёт из себя бомбу. В это время Рид Ричардс делает операцию на Тони для того, чтобы он перестал быть Железным человеком. Позже Супершпион нападает на Вайча, но раненого Вайча спасают его сотрудники. В Индийском океане новый Железный человек (Джеймс Роудс) отбил нападение Броневика на корабли. Сумасшедший Даг Джонсон похищает Сашу Хаммер и требует за неё броню Стали Детройта. Как только он садится в броню, на него нападают и Саша Хаммер убивает Дага. По приказу Мандарина Мучитель и Кемистро нападают на Старка, но его спасает Железный человек. Позже Старк переназывает свою компанию в «Исцеление» и увольняется из неё. Затем Мандарин звонит Старку и говорит, что теперь он управляет Старком.

### «Будущее» (#521-527)
Мандарин похитил Тони Старка и Изекиля Стейна, заставив их вместе работать над созданием монструозных машин смерти, Гигантомехов. Он замыслил сделать этих роботов вместилищем древних космических сущностей сокрытых в десяти его кольцах. Проникнув в код операционной системы, управляющей телом Тони, Мандарин также смог получить контроль над его разумом. Старку и Стейну, с помощью других пленных злодеев в Мандаринограде, удаётся уничтожить Гигантомехов и предотвратить разрушение Земли. В пылу сражения Стейн решает убить Мандарина, чтобы раз и навсегда положить конец его злодеяниям и доказать, насколько сам Зик до сих пор опасен.
Не только разум Тони был взломан Мандарином, но и вся его компания Старк Возрождение. Из за этого Пеппер Поттс пришлось уничтожить «Джарвиса» искусственный разум, ставшим враждебным к своей хозяйке и, бывший источником утечки информации Мандарину. Затем Саша Хаммер с помощью Стейна убивает свою мать. Позже Старк улетает в космос.

## Награды
В 2009 году The Invincible Iron Man выиграла Премию Айснера за лучшую новую серию.